# Sanejament de piscines

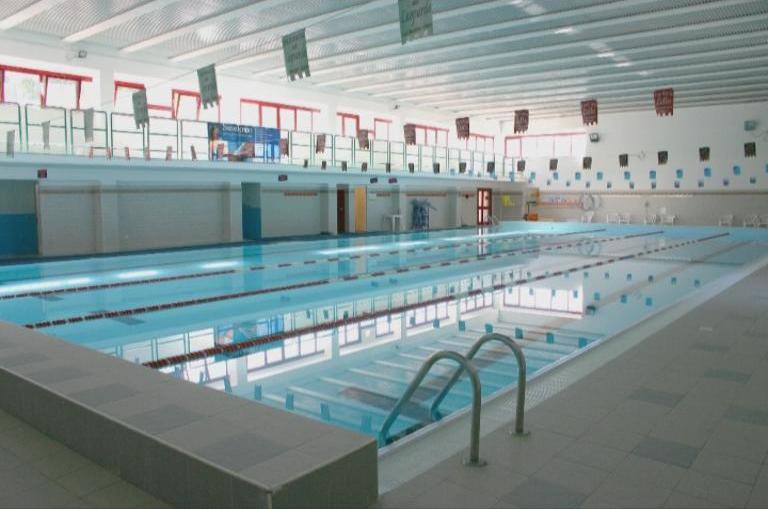
Piscina pública

El sanejament de piscines és el procés de garantir condicions saludables a piscines, spa, jacuzzis, etc., i llocs similars, com banys i dutxes públiques. Es necessita un sanejament adequat per poder mantenir la claredat visual de l'aigua, la seva qualitat i prevenir el brot i la propagació de malalties infeccioses transmeses per l'aigua

## Necessitat
A les piscines, els contaminants s'alliberen de fonts ambientals i la natació afecta principalment les piscines exteriors. Els contaminants ambientals inclouen brutícia, enderrocs, aigua provinent de fonts insalubres, la pluja conté espores i excrements de microalgues d'aus que poden albergar gèrmens que causen malalties, només la piscina coberta és relativament segura. Els contaminants transmesos pels nedadors poden afectar significativament el funcionament de les piscines cobertes ia l'aire lliure. Les fonts inclouen microorganismes de nedadors infectats i secrecions corporals com suor, cosmètics, protector solar, orina, saliva i femta. A més, la interacció entre els desinfectants i els contaminants de l'aigua de la piscina pot crear una barreja de cloramines i possiblement substàncies perjudicials.
Els contaminants patògens són la major preocupació a les piscines. Els patògens de salut pública que poden ser presents a les piscines inclouen virus, bacteris, protozous i fongs. La diarrea és la malaltia més comuna associada amb contaminants patògens, mentre que altres malalties estan associades amb piscines no tractades. Altres malalties que comunament ocorren en piscines de mala qualitat inclouen infeccions d'oïda, erupcions a la pell i infeccions respiratòries.

## Mètodes

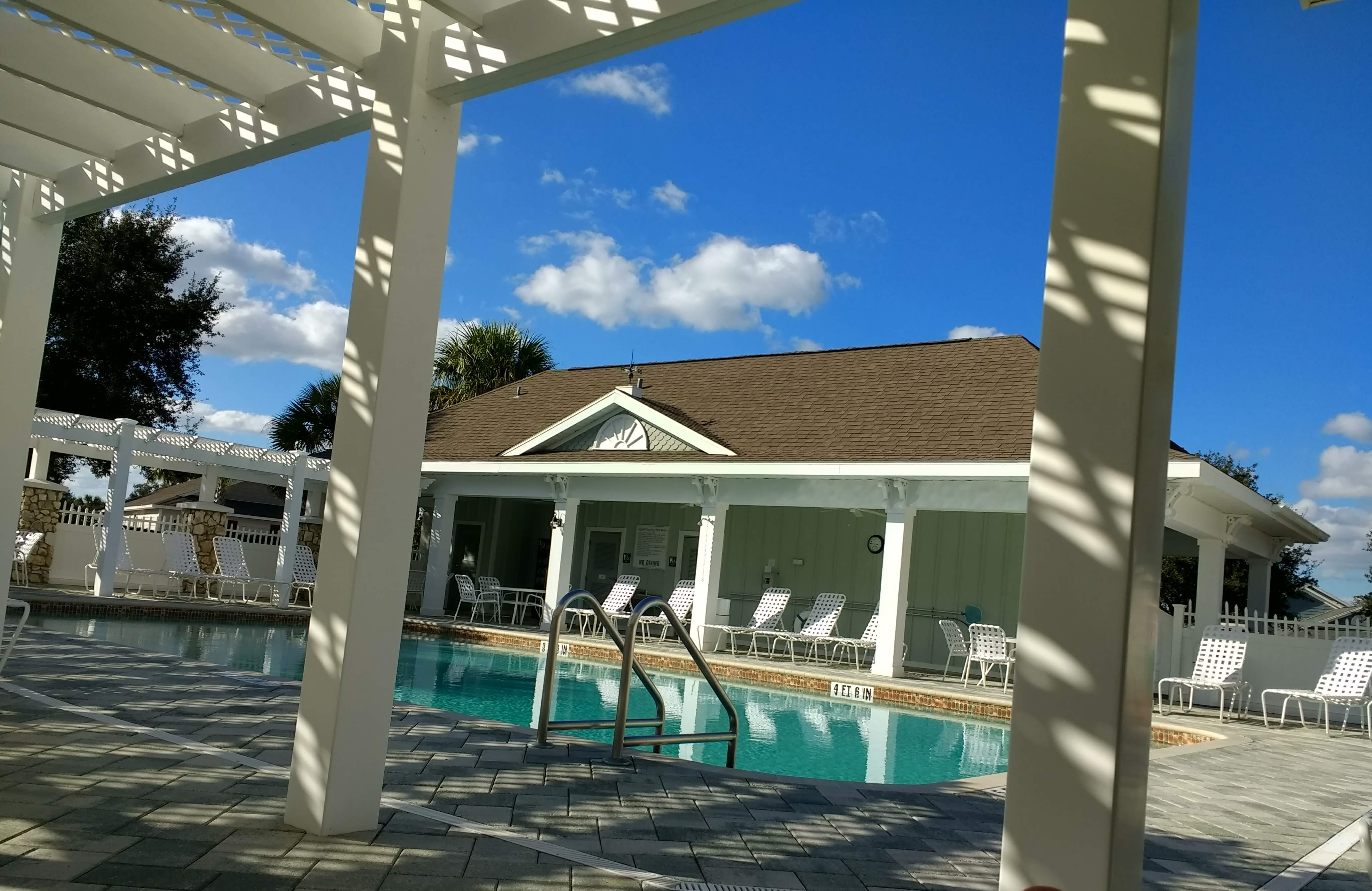
Una piscina d´aigua salada amb cloració salina a The Villages, Florida

S'utilitzen dos mètodes diferents i separats per sanejar una piscina. El sistema de filtració elimina les deixalles orgàniques diàriament mitjançant l'ús de cistelles de tamís dins del desnatador i la bomba de circulació i la unitat de sorra amb una instal·lació de retrorentat per eliminar fàcilment les deixalles orgàniques de la circulació de l'aigua. La desinfecció, normalment en forma d'àcid hipoclorós (HClO), elimina els microorganismes infecciosos.
La contaminació es pot minimitzar practicant una bona higiene per als nedadors, com dutxar-se abans de nedar, no permetre nedar als nens que neden amb trastorns intestinals. La prevenció de la introducció de contaminants de la piscina, patògens i no patògens, a les piscines són tractaments efectius que són necessaris per abordar els contaminants a l'aigua de la piscina.

## Pautes
L'Organització Mundial de la Salut ha publicat pautes internacionals per a la seguretat de les piscines i els entorns similars d'aigües recreatives, incloses les normes per minimitzar els perills microbians i químics. Els Centres per al Control i la Prevenció de Malalties dels Estats Units també ofereixen informació sobre el sanejament de piscines i malalties relacionades amb l'aigua per a professionals de la salut i el públic.
Les principals organitzacions que ofereixen certificacions per a operadors i tècnics de piscines i spas són la Fundació Nacional de Piscines i l'Associació de Professionals de Piscines i Spas. Les certificacions són acceptades per molts departaments de salut estatals i locals.

## Contaminants i malalties
Els contaminants de les piscines provenen de fonts ambientals i dels banyistes. Els contaminants ambientals, que afecten principalment les piscines a l'aire lliure, inclouen brutícia i enderrocs arrossegats pel vent, aigua entrant de fonts insalubres, pluja que conté espores d'algues microscòpiques i excrements d'aus que possiblement tenen patògens causants de malalties. Les piscines cobertes són menys susceptibles als contaminants ambientals.
Els contaminants introduïts pels nedadors poden influir dràsticament en el funcionament de les piscines cobertes ia l'aire lliure. Els contaminants inclouen microorganismes de nedadors infectats i olis corporals que inclouen suor, cosmètics, bronzejadors, orina, saliva i matèria fecal ; per exemple, els investigadors van estimar que les piscines contenen, de mitjana, de 30 a 80 ml d'orina per cada persona que utilitza la piscina. A més, la interacció entre els desinfectants i els contaminants de l'aigua de la piscina pot produir una barreja de cloramines i altres subproductes de la desinfecció. La revista Environmental Science &amp; Technology va informar que la suor i l'orina reaccionen amb el clor i produeixen tricloramina i clorur de cianogen, dues substàncies químiques perilloses per a la salut humana.  Les nitrosamines són un altre tipus de subproductes de la desinfecció que són motiu de preocupació com a perill potencial per a la salut.
L'acesulfam de potassi s'usa àmpliament en la dieta humana i s'excreta pels ronyons. Els investigadors ho han utilitzat com a marcador per estimar el grau en què les piscines estan contaminades amb orina. Es va estimar que una piscina de mida comercial de 220.000 galons contindria uns 20 galons d'orina, equivalent a uns 2 galons d'orina a una piscina residencial típica.
Els contaminants patògens són de gran preocupació a les piscines, ja que s'han associat amb nombroses malalties de l'aigua recreativa (RWI, per les sigles en anglès). Els patògens de salut pública poden estar presents a les piscines com virus, bacteris, protozous i fongs. La diarrea és la malaltia més comunament reportada associada amb contaminants patògens, mentre que altres malalties associades amb piscines no tractades són la criptosporidiosi i la giardiasi. Altres malalties que ocorren comunament en piscines mal mantingudes inclouen otitis externa, comunament anomenada oïda de nedador, erupcions a la pell i infeccions respiratòries.

## Manteniment i higiene

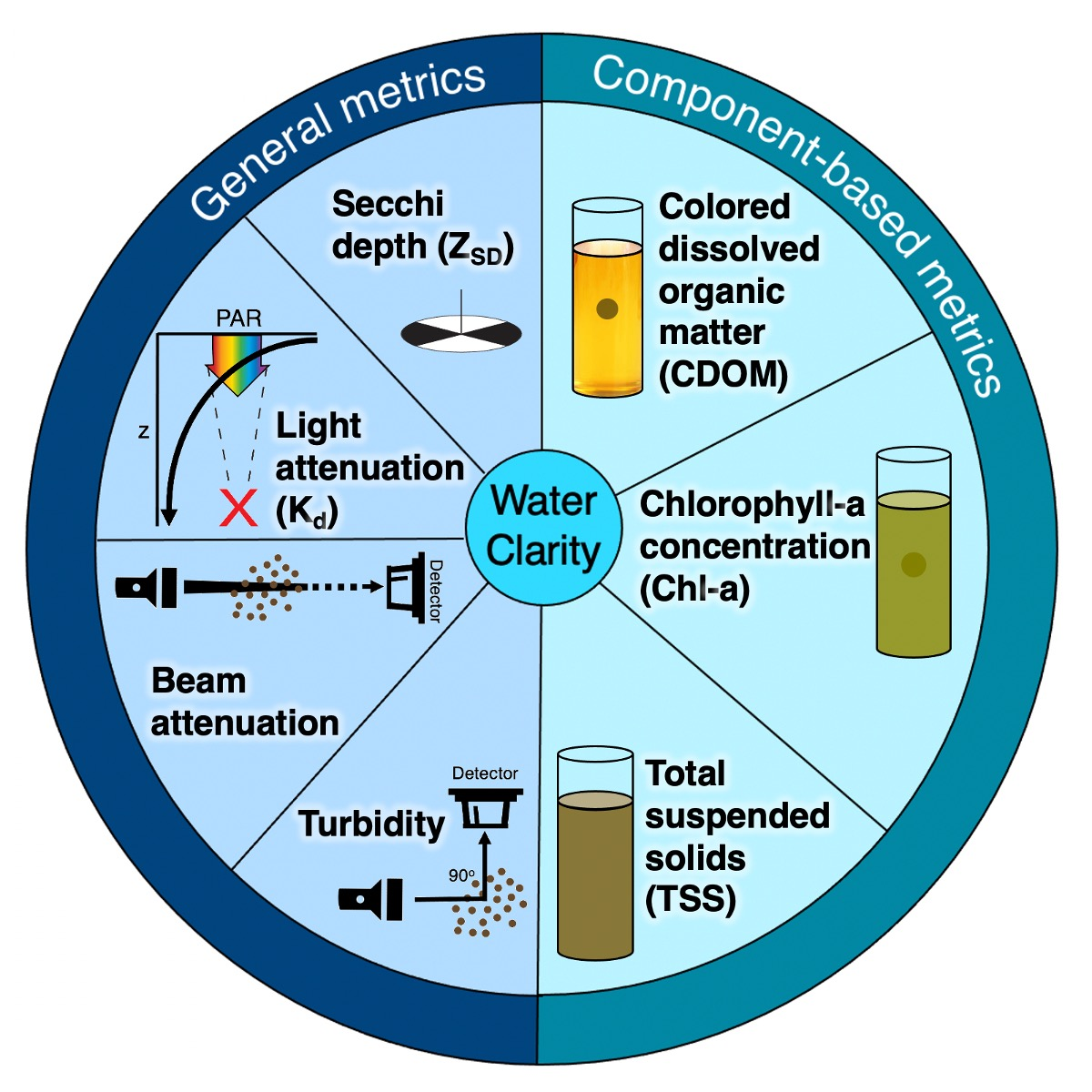
Mètriques utilitzades per mesurar la claredat de laigua.

La contaminació es pot minimitzar amb bones pràctiques d'higiene dels nedadors, com ara dutxar-se abans i després de nedar, i no deixar nedar els nens amb trastorns intestinals. Es necessiten tractaments efectius per abordar els contaminants a l'aigua de la piscina perquè, a la pràctica, és impossible prevenir la introducció de contaminants de la piscina, patògens i no patògens, a les piscines.
Un sistema de filtració i recirculació de piscina ben mantingut i que funcioni correctament és la primera barrera, que combat els contaminants prou grans com per ser filtrats. L'eliminació ràpida d'aquests contaminants filtrables redueix l'impacte en el sistema de desinfecció, cosa que limita la formació de cloramines, restringeix la formació de subproductes de la desinfecció i optimitza l'eficàcia del sanejament. Per matar patògens i ajudar a prevenir malalties a l'aigua recreativa, els operadors de piscines han de mantenir nivells adequats de clor o un altre desinfectant.
Amb el temps, el calci de l'aigua municipal tendeix a acumular-se, formant dipòsits de sal a les parets i equips de la piscina (filtres, bombes), reduint-ne l'eficàcia. Per tant, es recomana buidar completament la piscina i tornar-la a omplir amb aigua dolça o reciclar l'aigua de la piscina existent mitjançant osmosi inversa. L'avantatge d'aquest mètode és que es pot reutilitzar el 90% de l'aigua.
Els operadors de piscines també han demmagatzemar i manipular els productes químics de neteja i sanejament de manera segura.

## Prevenció de malalties a piscines i spas
La prevenció de malalties ha de ser la màxima prioritat a tots els programes de gestió de la qualitat de l'aigua per als operadors de piscines i spas. La desinfecció és fonamental per protegir-se contra els patògens, i es gestiona millor a través de la supervisió i el manteniment de rutina de lequip dalimentació de productes químics per garantir nivells químics òptims d'acord amb les reglamentacions estatals i locals.
Els paràmetres químics inclouen els nivells de desinfectant segons les instruccions de l'etiqueta del pesticida regulat. El pH s'ha de mantenir entre 7,2 i 7,8. Les llàgrimes humanes tenen un pH de 7,4, per tant és un punt ideal per muntar una piscina. La majoria de vegades, és el pH inadequat i no el desinfectant el responsable d'irritar la pell i els ulls dels nedadors.
L'alcalinitat total ha de ser de 80 a 120 ppm i la duresa del calci entre 200 i 400 ppm.
Un bon comportament higiènic a les piscines també és important per reduir els factors de risc per a la salut a piscines i spas. Dutxar-se abans de nedar pot reduir la introducció de contaminants a la piscina, i dutxar-se novament després de nedar ajudarà a eliminar qualsevol contaminant que pugui haver estat recollit pel nedador.
Les persones amb diarrea o altres malalties de gastroenteritis no han de nedar dins de les 2 setmanes posteriors a un brot, especialment els nens. Cryptosporidium és resistent al clor.
Per minimitzar l'exposició a patògens, els nedadors han d'evitar que els entri aigua a la boca i mai no han d'empassar aigua de piscines o spas.

## Estàndards
Mantenir una concentració eficaç de desinfectant és de vital importància per garantir la seguretat i la salut dels usuaris de piscines i spas. Quan sutilitza qualsevol d'aquests productes químics per a piscines, és molt important mantenir el pH de la piscina en el rang de 7,2 a 7,8. – segons l'índex de saturació de Langelier, o de 7,8 a 8,2 – segons l'Índex de Hamilton; Un pH més alt redueix dràsticament el poder desinfectant del clor a causa de la reducció del potencial d'oxidació-reducció (ORP), mentre que un pH més baix causa molèsties al banyista, especialment als ulls. Tot i això, d'acord amb l'Índex de Hamilton, un pH més alt pot reduir el consum innecessari de clor sense deixar de ser efectiu per prevenir el creixement d'algues i bacteris.
Per ajudar a garantir la salut dels banyistes i protegir l'equip de la piscina, és essencial fer un monitoratge de rutina dels factors de qualitat de l'aigua (o "paràmetres") de manera regular. Aquest procés esdevé l‟essència d‟un programa òptim de gestió de la qualitat de l‟aigua.

## Sistemes i mètodes de desinfecció

### Mètodes de clor i brom

Model atòmic del clor

Els oxidants convencionals a base d'halogen, com el clor i el brom, són desinfectants primaris convenients i econòmics per a piscines i proporcionen un nivell residual de desinfectant que roman a l'aigua. Els compostos que alliberen clor són els més populars i es fan servir amb freqüència en piscines, mentre que els compostos que alliberen brom han trobat una major popularitat en spas i jacuzzis. Tots dos són membres del grup dels halògens amb capacitat demostrada per destruir i desactivar una àmplia gamma de bacteris i virus potencialment perillosos a piscines i spas. Tots dos exhibeixen tres elements essencials com a desinfectants ideals de primera línia de defensa per a piscines i spas: actuen ràpidament i són duradors, són alguicides efectius i oxiden els contaminants no desitjats.
Les piscines es poden desinfectar amb una varietat de compostos que alliberen clor. El més bàsic d'aquests compostos és el clor molecular (Cl ₂ ); no obstant això, la seva aplicació és principalment a grans piscines públiques comercials. Les formes inorgàniques de compostos alliberadors de clor que s'usen amb freqüència en piscines residencials i públiques inclouen hipoclorit de sodi comunament conegut com lleixiu líquid o simplement lleixiu, hipoclorit de calci i hipoclorit de liti. Els residus de clor del Cl ₂ i els compostos inorgànics que alliberen clor es descomponen ràpidament a la llum del sol. Per estendre la seva utilitat desinfectant i persistència en ambients a l'aire lliure, les piscines tractades amb una o més de les formes inorgàniques de compostos alliberadors de clor es poden complementar amb àcid cianúric – un agent estabilitzador granular capaç d'estendre la vida mitjana residual del clor actiu de quatre a sis vegades (t ½ ).

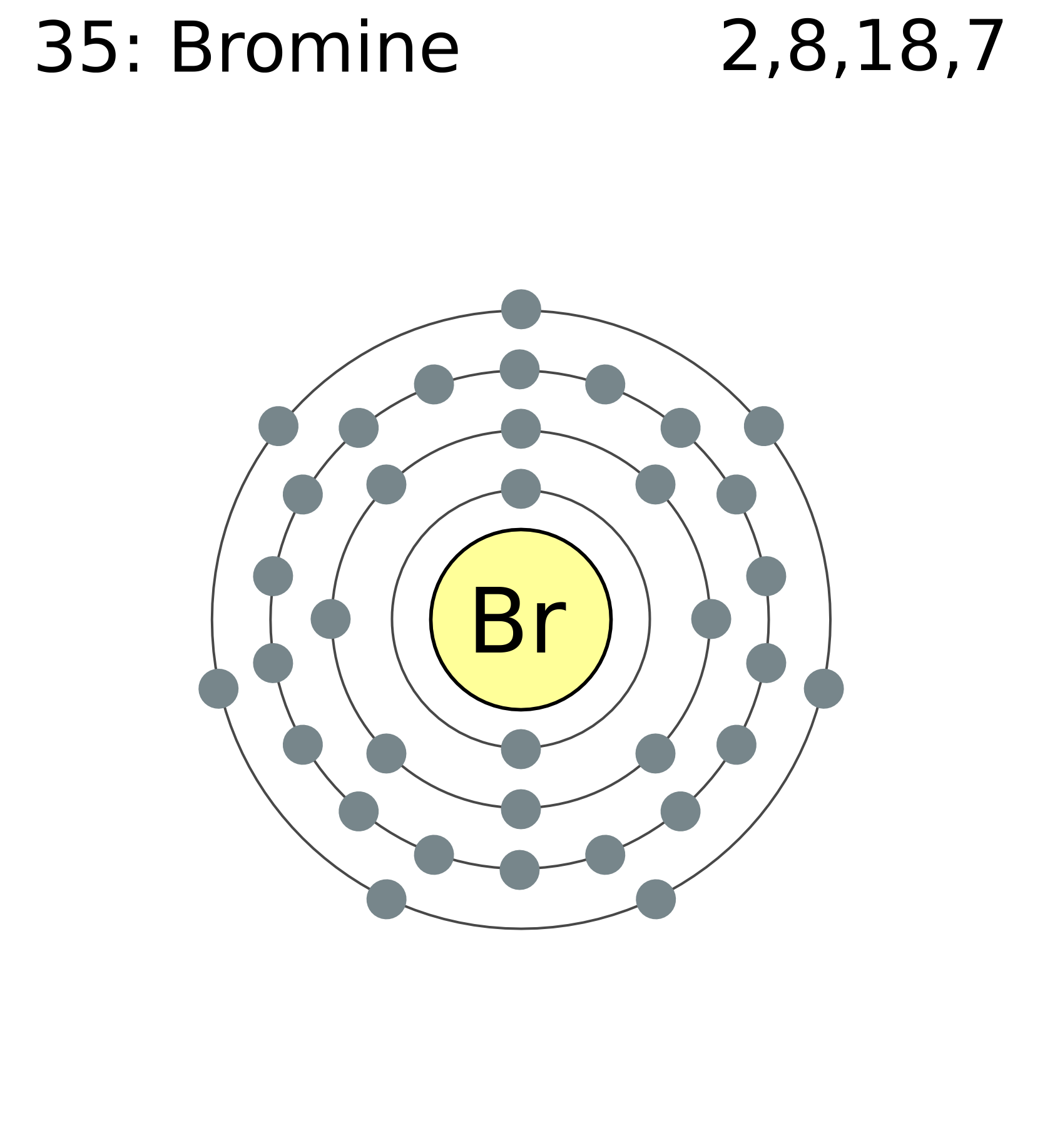
Model atòmic del clorBrom

Els isocianurats clorats, una família de compostos orgànics alliberadors de clor, s'estabilitzen per evitar la degradació per raigs ultraviolats a causa de la presència de cianurat com a part de la seva columna vertebral química. Aquests es venen comunament per a ús general en petites piscines d'estiu, on s'espera que l'aigua s'utilitzi durant només uns mesos i s'espera que s'ompli regularment amb aigua fresca, a causa de l'evaporació i la pèrdua per esquitxada. És important canviar l'aigua amb freqüència; si no, els nivells d'àcid cianúric s'acumularan més enllà del punt en què funciona el mecanisme. L'excés de cianurats en realitat funcionarà a la inversa i inhibirà el clor. Al principi, es pot notar un valor de pH de l'aigua que baixa constantment. El creixement d'algues es pot tornar visible, encara que les proves de clor mostrin nivells suficients.
El clor que reacciona amb la urea a l'orina i altres deixalles que contenen nitrogen dels banyistes pot produir cloramines. Les cloramines generalment ocorren quan es fa servir una quantitat insuficient de clor per desinfectar una piscina contaminada. Les cloramines són generalment responsables de l'olor nociu i irritant que es presenta de manera prominent a les piscines cobertes. Una forma comuna d'eliminar les cloramines és "superclorar" (comunament anomenat "xoc") la piscina amb una dosi alta de clor inorgànic suficient per alliberar 10 ppm de clor. La supercloració periòdica (cada dues setmanes a l'estiu) ajuda a eliminar aquestes males olors de la piscina. Els nivells de cloramines i altres compostos volàtils a l'aigua es poden minimitzar reduint els contaminants que condueixen a la seva formació (p. ex., urea, creatinina, aminoàcids i productes per a la cura personal), així com mitjançant l'ús d'oxidants de xoc sense clor, com el peroximonosulfat de potes.
La tecnologia UV de mitja pressió s'utilitza per controlar el nivell de cloramines a piscines cobertes. També s'utilitza com a forma secundària de desinfecció per combatre els patògens tolerants al clor. Un sistema UV de la mida adequada i amb el manteniment adequat hauria d'eliminar la necessitat d'aplicar descàrregues de cloramines, encara que les descàrregues encara s'utilitzarien per abordar un accident fecal a la piscina. Els raigs UV no reemplacen el clor, però es fan servir per controlar el nivell de cloramines, que són responsables de l'olor, la irritació i la corrosió millorada en una piscina coberta.

### Sistema d'ions de coure
Els sistemes d'ions de coure utilitzen un corrent elèctric a través de barres de 0,500 g (coure sòlid o una barreja de coure i 0,100 go plata) per alliberar ions de coure al flux d'aigua de la piscina per matar organismes com les algues a l'aigua i proporcionar un "residual" a l'aigua. Els sistemes alternatius també usen plaques de titani per produir oxigen a l'aigua per ajudar a degradar els compostos orgànics.

## Bombes d'aigua
Una bomba dʻaigua operada elèctricament és el principal motivador en la recirculació de lʻaigua de la piscina. L'aigua es força a través d'un filtre i es torna a la piscina. Lús duna bomba daigua per si sol sovint no és suficient per desinfectar completament una piscina. Les bombes de piscines comercials i públiques acostumen a funcionar les 24 hores del dia durant tota la temporada de funcionament de la piscina. Les bombes de piscines residencials solen funcionar durant quatre hores al dia a l'hivern (quan la piscina no està en ús) i fins a 24 hores a l'estiu. Per estalviar costos delectricitat, la majoria de les piscines fan funcionar les bombes daigua entre 6 i 12 hores a lestiu i la bomba està controlada per un temporitzador electrònic.
La majoria de les bombes per a piscines disponibles actualment incorporen una petita cistella de filtre com a últim esforç per evitar que la contaminació per fulles o cabell arribi a la secció de l'impulsor de tolerància estreta de la bomba.

### Unitats de filtre

#### Sorra
Un filtre de sorra alimentat a pressió generalment es col · loca en línia immediatament després de la bomba daigua. El filtre generalment conté un mitjà com a sorra graduada (anomenada '14/24 Filter Media' al sistema del Regne Unit de classificació de la mida de la sorra tamisant-la a través d'una fina malla de filferro de llautó de 14 a la polzada (5,5 per centímetre) a 24 a la polzada (9,5 per cm). Un filtre de sorra alimentat a pressió s'anomena filtre de sorra d'"alta velocitat" i, en general, filtrarà aigua tèrbola amb partícules d'una mida no inferior a 10 micròmetres. El tipus de filtre ràpid de sorra es renta a contracorrent periòdicament ja que els contaminants redueixen el flux d'aigua i augmenten la contrapressió. Indicat per un manòmetre al costat de pressió del filtre que arriba a l'àrea de la 'línia vermella', s'alerta el propietari de la piscina sobre la necessitat de 'retrolavar' la unitat. La sorra al filtre generalment durarà de cinc a set anys abans que tots els "vores aspres" es desgastin i la sorra més ajustada ja no funcioni com s'esperava. <. La filtració recomanada per a piscines públiques/comercials és de 1 tona de sorra per cada 100.000 litres d'aigua (10 unces mitjana per peu cúbic d'aigua) [7,48 galons nord-americans o 6,23 galons britànics].
A principis de la dècada de 1900 es va introduir un altre tipus de filtre de sorra: el filtre de 'sorra ràpida', mitjançant el qual es bombava aigua a la part superior d'un tanc de gran volum (3' 0" o més cúbics) (1 iarda cúbica/200 galons nord-americans/170 galons britànics piscina a través d'una canonada al fons del tanc. Com que no hi ha pressió dins aquest tanc, també se'ls coneixia com a "filtres de gravetat". Aquest tipus de filtres no són molt efectius, i ja no són comuns a les piscines domèstiques, sent reemplaçats pel filtre de tipus alimentat a pressió.

#### Terra de diatomees
Alguns filtres usen terra de diatomees per ajudar a filtrar els contaminants. Comunament coneguts com a filtres 'DE', exhibeixen capacitats de filtració superiors. Sovint, un filtre DE atraparà contaminants transportats per laigua tan petits com 1 micròmetre. Els filtres de DE estan prohibits en alguns estats, ja que s'han de buidar periòdicament i els mitjans contaminats s'han de llençar pel clavegueram, cosa que causa un problema en els sistemes de clavegueram d'alguns districtes.
A partir del 2020, diverses empreses produeixen filtres de mitjans regeneratius, de vegades anomenats filtres de mitjans de precapa, que utilitzen perlita com a mitjà de filtració en lloc de terra de diatomees. A partir del 2021, la perlita es pot rebutjar de forma segura pel clavegueram i està aprovada i llistada per la NSF per al seu ús als Estats Units.

#### Filtres de cartutx
Altres mitjans filtrants que s'han introduït al mercat de piscines residencials des de 1970 inclouen partícules de sorra i filtres de cartutx tipus paper amb una àrea de filtre disposada en un paquet compacte de 12" de diàmetre x 24" de llarg (300 mm x 600 mm) Cartutx circular en forma d'acordió. Aquestes unitats es poden 'connectar en cadena' per filtrar col·lectivament piscines domèstiques de gairebé qualsevol mida. Els cartutxos generalment es netegen traient-los del cos del filtre i rentant-los amb una mànega a través d'una connexió de clavegueram. Són populars on no es permet que l'aigua retrorentada d'un filtre de sorra es descarregui o vagi a l'aqüífer.

#### Netejafons automàtics per a piscines

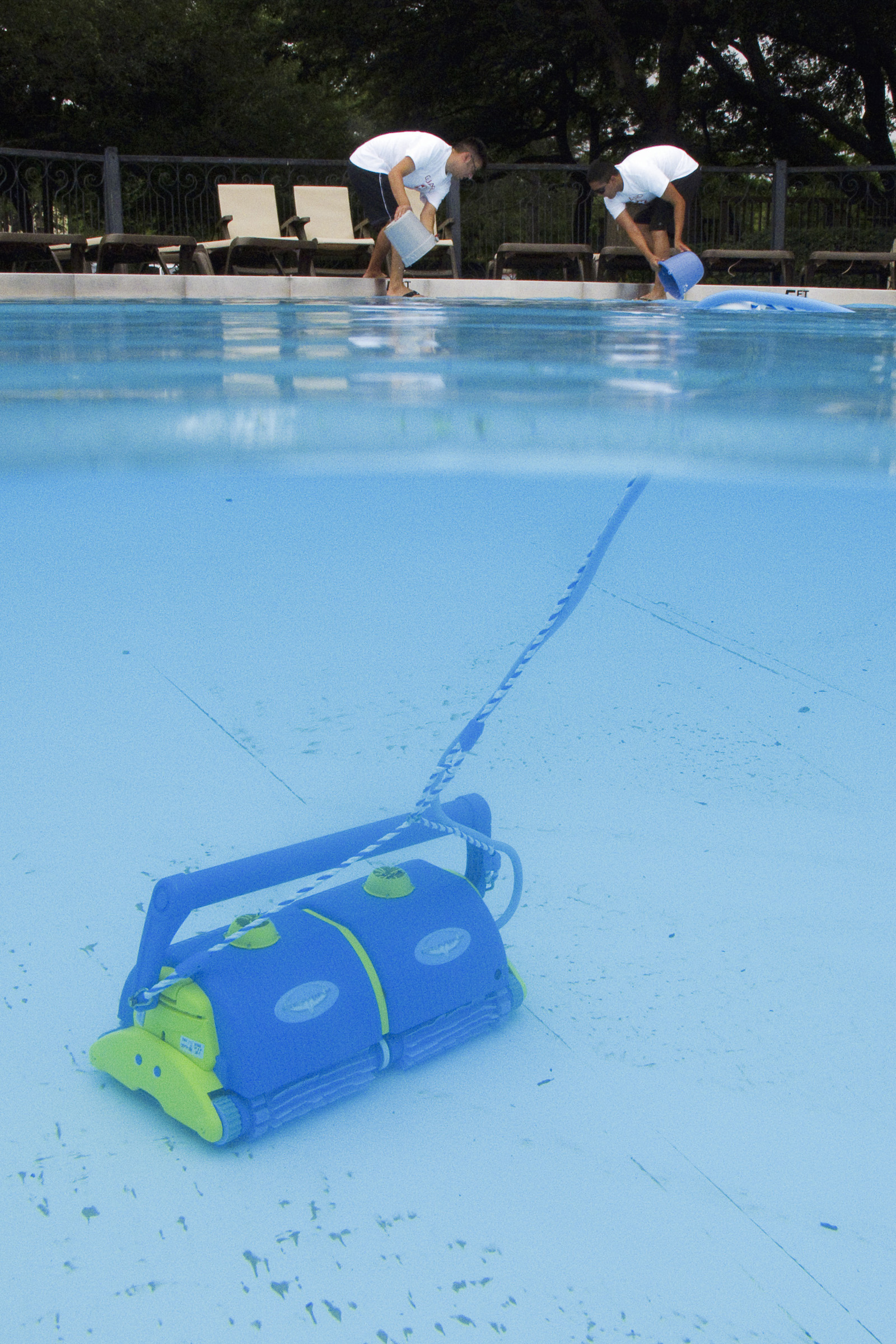
netejafons automàtic per a piscines

Els netejadors automàtics de piscines, més comunament coneguts com a "netejadors automàtics de piscines" i, en particular, els netejadors de piscines robòtics i elèctrics proporcionen una mesura addicional de filtració i, de fet, igual que les aspiradores de mà, poden microfiltrar una piscina, cosa que un filtre de sorra sense floculació o coagulants no.
Aquests netejafons són independents del filtre principal i el sistema de bomba de la piscina i funcionen amb una font delectricitat separada, generalment en forma dun transformador fix que es manté almenys 10 peus (3.0 m) de l'aigua de la piscina, sovint a la coberta de la piscina. Tenen dos motors interns: un per aspirar aigua a través d'una bossa de filtre autònoma i després tornar l'aigua filtrada a alta velocitat a l'aigua de la piscina, i un altre que és un motor d'accionament connectat a erugues de goma o sintètiques similars a les d'un tractor i raspalls connectats per bandes de goma o plàstic a través d'un eix. Els raspalls, que s'assemblen a rodets de pintura, estan ubicats a la part davantera i posterior de la màquina i ajuden a eliminar les partícules contaminants del pis de la piscina, les parets i, en alguns dissenys, fins i tot els esglaons de la piscina (segons la mida i la configuració). També dirigeixen les partícules cap a la borsa de filtre interna.

#### Altres sistemes
Les unitats de cloració salina, els sistemes electrònics d'oxidació, els sistemes d'ionització, els sistemes de desinfecció microbiana amb làmpada ultraviolada i els Tri-Clor Feeders són altres sistemes independents o auxiliars dels skimmers per al sanejament de piscines.

#### Dilució consecutiva
Es disposa un sistema de dilució consecutiva per retirar els residus orgànics per etapes després del pas pel skimmer. La matèria de deixalla queda atrapada dins d'un o més tamisos de cistella de skimmer seqüencials, cadascun amb una malla més fina per diluir encara més la mida del contaminant. La dilució aquí es defineix com lacció de fer alguna cosa més feble en força, contingut o valor.
La primera cistella es col·loca molt a prop de la boca de l'skimmer. El segon està connectat a la bomba de circulació. Aquí el 25% de l'aigua extreta del desguàs principal al fons de la piscina es troba amb el 75% extreta de la superfície. La cistella del tamís de la bomba de circulació és de fàcil accés per al manteniment i s'ha de buidar diàriament. El tercer tamís és la unitat de sorra. Aquí els residus orgànics més petits que s'han lliscar pels tamisos anteriors queden atrapats per la sorra.
Si no s'eliminen amb regularitat, les deixalles orgàniques continuaran descomponent-se i afectant la qualitat de l'aigua. El procés de dilució permet eliminar fàcilment els residus orgànics. En última instància, el tamís de sorra es pot rentar a contracorrent per eliminar les deixalles orgàniques atrapades més petites que, altrament, filtren amoníac i altres compostos a l'aigua recirculada. Aquests soluts addicionals finalment condueixen a la formació de subproductes de desinfecció (DBP). Les cistelles de tamís es treuen fàcilment cada dia per netejar-lo, igual que la unitat de sorra, que s'ha de rentar a contracorrent almenys una vegada a la setmana. Un sistema de dilució consecutiva perfectament mantingut redueix dràsticament l'acumulació de cloramines i d'altres DBP. L'aigua tornada a la piscina ha d'haver estat netejada de totes les deixalles orgàniques de més de 10 microns de mida.

#### Desinfectants minerals
Els desinfectants minerals per a piscines i spas utilitzen minerals, metalls o elements derivats de l'entorn natural per produir beneficis en la qualitat de l'aigua que, altrament, es produirien amb productes químics agressius o sintètics.
Les empreses no poden vendre un desinfectant mineral als Estats Units tret que s'hagi registrat a l'Agència de Protecció Ambiental dels Estats Units (EPA). Actualment dos desinfectants minerals estan registrats a l'EPA: un és una sal de plata amb un mecanisme d'alliberament controlat que s'aplica als grànuls de carbonat de calci que ajuden a neutralitzar el pH; l'altre utilitza una forma col·loïdal de plata alliberada a l'aigua a partir de comptes de ceràmica.
La tecnologia mineral aprofita les qualitats de neteja i filtració de substàncies comunes. La plata i el coure són substàncies oligodinàmiques ben conegudes que són eficaces per destruir patògens. S'ha demostrat que la plata és eficaç contra bacteris, virus, protozous i fongs nocius. El coure és àmpliament utilitzat com a algicida. L'alúmina derivada dels aluminats filtra materials perjudicials a nivell molecular i es pot utilitzar per controlar la taxa de lliurament de metalls desitjables com el coure. Treballant a través del sistema de filtració de la piscina o spa, els minerals desinfectants usen combinacions d'aquests minerals per inhibir el creixement d'algues i eliminar contaminants.
A diferència del clor o el brom, els metalls i minerals no s'evaporen i no es degraden. Els minerals poden fer que l'aigua sigui notablement més tova i, en reemplaçar els productes químics agressius a l'aigua, redueixen la possibilitat d'ulls vermells, pell seca i males olors.

#### Skimmers

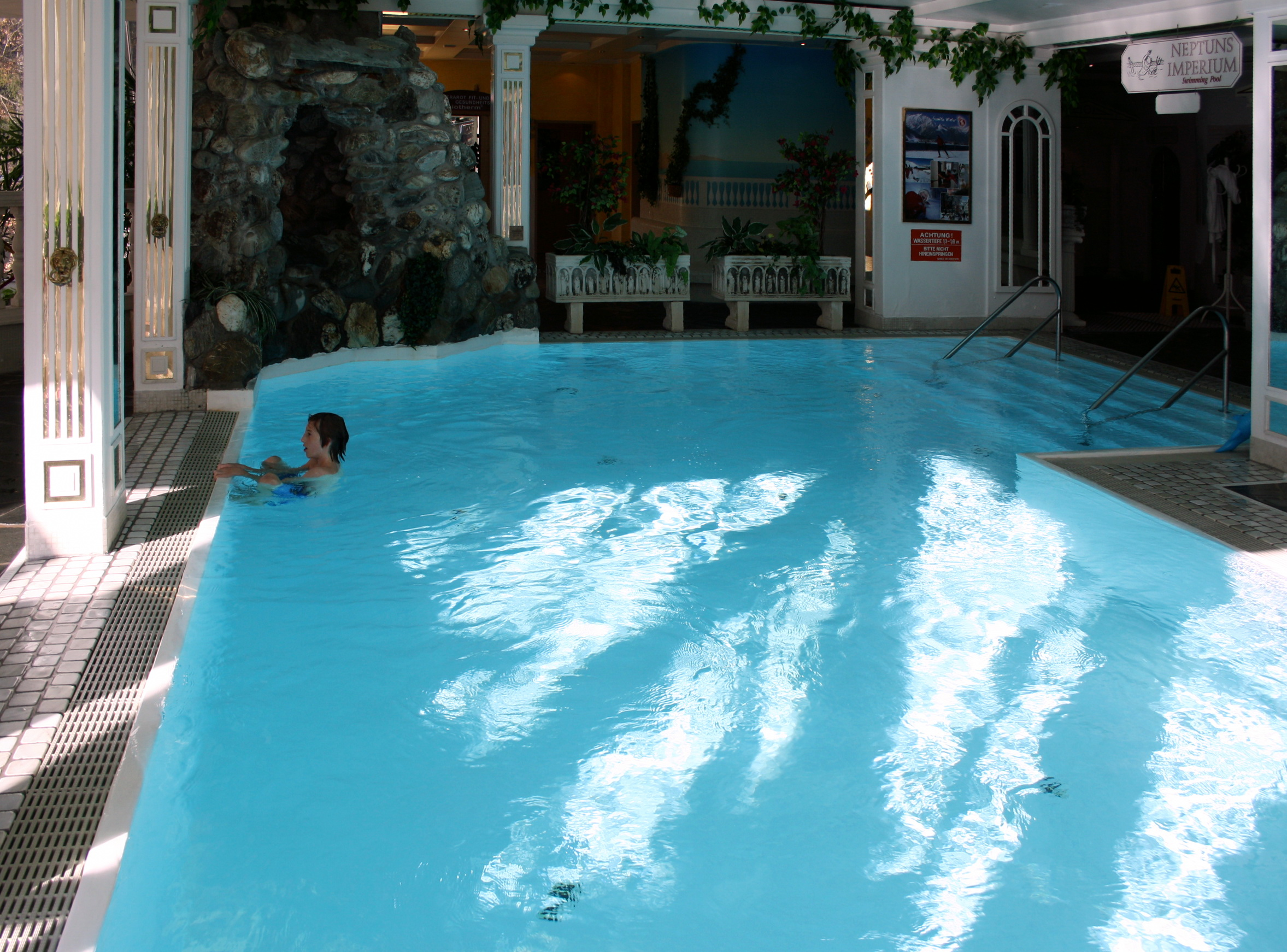
Piscina amb skimmer lateral

L'aigua normalment s'extreu de la piscina mitjançant una obertura rectangular a la paret, connectada a través d'un dispositiu instal·lat en una (o més) parets de la piscina. S'accedeix a les parts internes del skimmer des de la coberta de la piscina mitjançant una tapa circular o rectangular, d'aproximadament un peu de diàmetre. Si la bomba d'aigua de la piscina està operativa, l'aigua s'extreu de la piscina a través d'un abocador flotant amb frontisses (que opera des d'una posició vertical a un angle de 90 graus lluny de la piscina, per evitar que les fulles i la runa s'inundin a la piscina per l'acció de les onades), i cap avall en una "canasta" altres deixalles flotants més grans.

#### Escalfadors
Un altre equip que pot ser opcional al sistema de recirculació és un escalfador d'aigua per a piscina. Poden ser bombes de calor, escalfadors de gas natural o gas propà, escalfadors elèctrics, escalfadors de llenya o escalfadors solars de panell d'aigua calenta, cada cop més utilitzats en el disseny sostenible de piscines.

#### Altres equipaments
Els desviaments a sistemes electrònics d'oxidació, els sistemes d'ionització, els sistemes de desinfecció microbiana amb làmpada ultraviolada i els "Tri-Clor Feeders" són altres sistemes auxiliars per al sanejament de piscines -així com els panells solars- i en la majoria dels casos cal col·locar-los després dels equips de filtració, sent moltes vegades els últims elements col·locats.

## Altres característiques

### Amenitats recreatives
Les característiques que formen part del sistema de circulació d'aigua poden ampliar les necessitats de capacitat de tractament per als càlculs de mida i poden incloure: rierols i cascades artificials, fonts a la piscina, banyeres d'hidromassatge i spas integrats, tobogans i rescloses d'aigua, "platges de còdols" artificials, seients submergits com a barreres de piscines per a nens poc profundes.